# Джагадева
Шрі Джагадева (*д/н — 1212/1213) — самраат Кашмірської держави в 1198—1212/1213 роках.

## Життєпис
Син самраата Джассаки. Посів трон 1198 року. Протягом усього панування боровся з могутніми дамарами (феодалами), скориставшись внутрішньою боротьбою в державі Гурідів.
Вигнаний своїми міністрами і дамарами, але згодом знову завоював трон Кашмірської держави. 1212 або 1213 року отруєний раджою Падмою. Трон перейшов до його сина Раджадеви.